# Karl Daniel Friedrich Bach

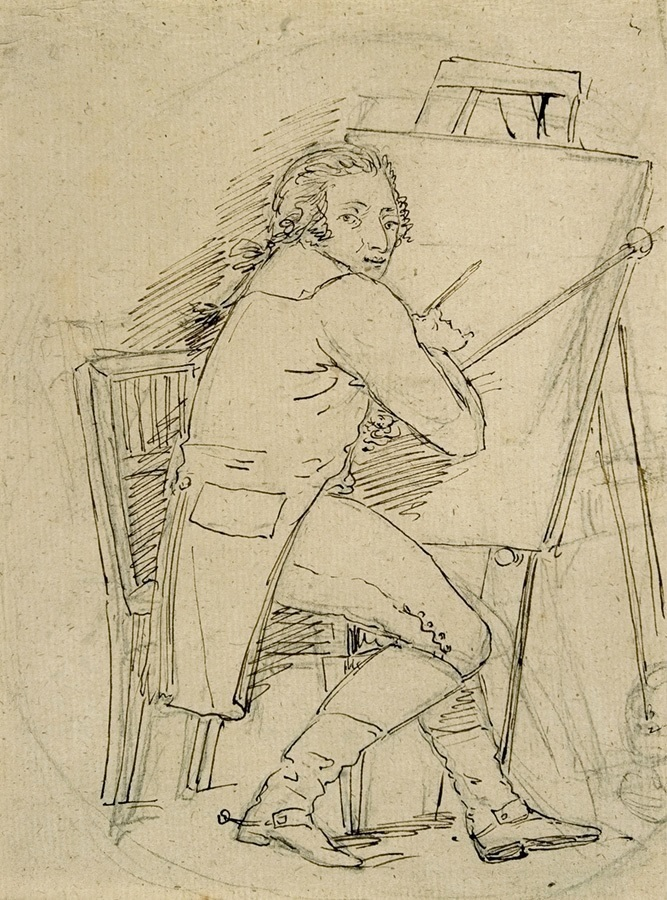
Selbstporträt (1805)

Karl Daniel Friedrich Bach (meist Carl Daniel Friedrich Bach, Rufname Carl Bach; * Mai 1756 in Potsdam; † 8. April 1829 in Breslau) war ein deutscher Maler, Zeichner und Kunstpädagoge.

## Leben
Karl Daniel Friedrich Bach war Kind einer jüdischen Kaufmannsfamilie. Er wurde Schüler des Architekten und Kupferstechers Andreas Ludwig Krüger in Potsdam, dann von Blaise Nicolas Le Sueur in Berlin. Mit Johann Christoph Frisch, Daniel Chodowiecki und Daniel Berger war er Mitglied in der „Gesellschaft für Aktzeichnen“.
1780 holte ihn Graf Joseph Maximilian Ossolinski nach Warschau, wo er mehrere Porträts schuf. 1784 begleitete er den Grafen Jan Potocki in seiner Reise nach den Niederlanden, Frankreich und Italien. Während dieser wurde er am 15. Dezember 1785 Mitglied der Düsseldorfer Kunstakademie. Ab 1786 verbrachte er drei Jahre in Italien. Am 9. Dezember 1788 wurde er Mitglied der Florentiner Kunstakademie. 1789 kehrte er nach Berlin zurück.
1791 wurde Bach zum Professor für Mal- und Zeichenkunst an der neugegründeten Breslauer Kunstschule und deren Direktor berufen. Bach wurde 1793 künstlerischer Kurator der Proskauer Fayencemanufaktur. Er führte dort neoklassische Dekormotive ein und ließ Gefäße nach antiken Vorbildern fertigen.
Am 23. Juli 1794 wurde er Mitglied der Königlich Preußischen Akademie der Künste in Berlin.
Am Ende seines Lebens konvertierte er zum evangelischen Christentum und nannte sich nun Carl David Friedrich Bach.

## Schriften
- mit Karl Friedrich Benkowitz: Der Torso. Eine Zeitschrift der alten und neuen Kunst gewidmet. 1. Band. Korn, Breslau 1796/98 (mehr nicht erschienen; Digitalisat).
- Anweisung nach richtigen Verhältnissen zu zeichnen, und schöne Formen nach einer einfachen Regel zu bilden, für Künstler, Handwerker, und Freunde des Schönen. Korn, Breslau 1801.
- Umrisse der besten Köpfe und Partien aus den Gemälden im Vatican nach Raphael von Urbino. Breslau 1818.